# Oxystegus indicus
Oxystegus indicus là một loài Rêu trong họ Pottiaceae. Loài này được (Dixon & P. de la Varde) Hilp. mô tả khoa học đầu tiên năm 1933.